# Tavole input-output nella contabilità nazionale
Le tavole input-output nella contabilità nazionale sono un sistema input-output ideate da Wassily Leontief nel 1941, sono matrici quadrate che rappresentano le interrelazioni reciproche tra i vari settori di un sistema economico, mostrando quali e quanti beni e servizi prodotti (output) da ciascun settore sono utilizzati da altri come input nei loro processi produttivi.

## Storia
Negli anni 1960 Richard Stone, nell'ambito del suo lavoro sui sistemi di contabilità nazionale, estese il sistema input-output introducendo matrici rettangolari dedicate alle risorse (supply) ed ai relativi impieghi (use), che, oltre a fornire informazioni di rilevante interesse, consentivano di costruire poi matrici quadrate di tipo Leontief.
Il metodo di Stone è stato recepito, tramite gli standard internazionali SNA 93 e Sec95, nella contabilità nazionale di molti paesi.

## Le tavole delle risorse
Le tavole delle risorse mostrano la disponibilità di risorse, distinguendo tra produzione interna e importazioni.
Si tratta di matrici rettangolari composte da:
- una matrice della produzione, quadrata, con righe intestate ai prodotti (secondo la classificazione CPA) e colonne intestate alle branche di attività economica (secondo la classificazione NACE/ATECO); la matrice tiene conto del fatto che ciascuna branca può produrre, oltre al suo prodotto caratteristico, anche prodotti tipici di altre branche:[3] lungo la diagonale principale si leggono le produzioni tipiche di ciascuna branca, nelle altre caselle vi sono le cosiddette produzioni secondarie, ovvero i beni e servizi prodotti collateralmente a quelli tipici (ad esempio, il servizio di agriturismo offerto da un'azienda agricola);
- una matrice delle importazioni, che contiene le importazioni CIF;
- una matrice di valutazione, che comprende le imposte nette sui prodotti ed i margini di trasporto che, aggiunti ai prezzi base, consentono di passare ai prezzi di acquisto.

Raccogliendo branche e prodotti in tre aggregati, la tavola delle risorse a prezzi base si presenta così:
|             | Produzione ai prezzi base per branca | Produzione ai prezzi base per branca | Produzione ai prezzi base per branca | Produzione ai prezzi base per branca | Importazioni | Risorse totali |
| Prodotti    | Agricoltura                          | Industria                            | Servizi                              | Totale                               | CIF          | a prezzi base  |
| Agricoltura | 46.459                               | 0                                    | 674                                  | 47.133                               | 9.257        | 56.390         |
| Industria   | 636                                  | 950.206                              | 39.280                               | 990.122                              | 250.474      | 1.240.596      |
| Servizi     | 391                                  | 43.292                               | 1.233.549                            | 1.277.232                            | 40.804       | 1.318.036      |
| Totale      | 47.485                               | 993.498                              | 1.273.504                            | 2.314.487                            | 300.535      | 2.615.022      |

Aggiungendo la matrice di valutazione si ottiene la tavola a prezzi d'acquisto:
|             | Produzione ai prezzi base per branca | Produzione ai prezzi base per branca | Produzione ai prezzi base per branca | Produzione ai prezzi base per branca | Import.ni | Risorse totali | Margini e  | Risorse totali a |
| Prodotti    | Agricoltura                          | Industria                            | Servizi                              | Totale                               | CIF       | a prezzi base  | imp. nette | p. d'acquisto    |
| Agricoltura | 46.459                               | 0                                    | 674                                  | 47.133                               | 9.257     | 56.390         | 23.336     | 79.727           |
| Industria   | 636                                  | 950.206                              | 39.280                               | 990.122                              | 250.474   | 1.240.596      | 324.363    | 1.564.959        |
| Servizi     | 391                                  | 43.292                               | 1.233.549                            | 1.277.232                            | 40.804    | 1.318.036      | -220.679   | 1.097.356        |
| Totale      | 47.485                               | 993.498                              | 1.273.504                            | 2.314.487                            | 300.535   | 2.615.022      | 127.020    | 2.742.042        |

## Le tavole degli impieghi
Le tavole degli impieghi mostrano gli impieghi dei beni e servizi per prodotto e per tipo di impiego, distinguendo tra impieghi intermedi e impieghi finali.
Si redige per prima la tavola a prezzi d'acquisto:
|             | Produzione per branca | Produzione per branca | Produzione per branca | Produzione per branca | Consumi | Invest.ti   | Esport.ni | Impieghi  | Impieghi  |
| Prodotti    | Agricoltura           | Industria             | Servizi               | Impieghi intermedi    | totali  | lordi fissi | FOB       | finali    | totali    |
| Agricoltura | 6.422                 | 32.268                | 8.021                 | 46.712                | 28.415  | 731         | 3.870     | 33.015    | 79.727    |
| Industria   | 9.395                 | 516.988               | 176.625               | 703.007               | 381.921 | 222.884     | 257.147   | 861.952   | 1.564.959 |
| Servizi     | 1.911                 | 141.777               | 357.044               | 500.732               | 540.467 | 22.874      | 33.284    | 596.624   | 1.097.356 |
| Totale      | 17.728                | 691.032               | 541.690               | 1.250.451             | 950.802 | 246.488     | 294.301   | 1.491.591 | 2.742.042 |

Si usano ora le esportazioni FOB (al netto delle spese di trasporto e di assicurazione), mentre nelle tavole delle risorse si usano le importazioni CIF (comprese le spese di trasporto e di assicurazione). Questo perché nella produzione si sopporta il costo complessivo dei beni e servizi importati, spese accessorie incluse (confluiscono insieme nella colonna intestata alla branca di produzione), ma quando si esporta il prezzo FOB è relativo al prodotto, le spese di trasporto e di assicurazione rientrano nei servizi (righe diverse della tavola).
Da notare che le prime quattro colonne somigliano molto ad una matrice di Leontief, ma hanno in realtà un contenuto diverso, a causa delle produzioni secondarie: in una matrice di Leontief la prima colonna, ad esempio, esprimerebbe quanto dei prodotti di tutti i settori interviene nella produzione agricola, qui invece esprime quanti prodotti, comprese le produzioni secondarie dei settori non agricoli (si tratta di un raggruppamento per prodotto, non per settore), intervengono nella produzione agricola e non agricola della branca "Agricoltura".
Si costruiscono poi:
- una matrice dei margini distributivi che contiene i margini di commercio e di trasporto che gravano sui prodotti venduti ai settori intermedi e finali;
- una matrice delle imposte nette, che contiene l'IVA, le imposte sulle importazioni e le imposte nette sui prodotti[5] incluse nei prezzi d'acquisto;
- una matrice di valutazione, che è somma delle due precedenti.

Sottraendo la matrice di valutazione dalla tavola a prezzi d'acquisto si ottiene la tavola a prezzi base:
|                                 | Produzione ai prezzi base per branca | Produzione ai prezzi base per branca | Produzione ai prezzi base per branca | Produzione ai prezzi base per branca | Consumi | Invest.ti   | Esport.ni | Impieghi  | Impieghi  |
| Prodotti                        | Agricoltura                          | Industria                            | Servizi                              | Impieghi intermedi                   | finali  | lordi fissi | FOB       | finali    | totali    |
| Agricoltura                     | 5.756                                | 29.122                               | 7.064                                | 41.942                               | 9.920   | 651         | 3.878     | 14.448    | 56.390    |
| Industria                       | 7.799                                | 452.304                              | 142.492                              | 602.596                              | 201.095 | 196.287     | 240.618   | 638.001   | 1.240.596 |
| Servizi                         | 3.832                                | 198.537                              | 370.228                              | 572.598                              | 659.079 | 38.518      | 47.841    | 745.438   | 1.318.036 |
| Costi intermedi a prezzi base   | 17.387                               | 679.963                              | 519.784                              | 1.217.135                            | 870.094 | 235.456     | 292.337   | 1.397.887 | 2.615.022 |
| Imposte nette                   | 341                                  | 11.069                               | 21.906                               | 33.316                               | 80.707  | 11.032      | 1.964     | 93.704    | 127.020   |
| Costi intermedi a prezzi d'acq. | 17.728                               | 691.032                              | 541.690                              | 1.250.451                            | 950.802 | 246.488     | 294.301   | 1.491.591 | 2.742.042 |
| Valore aggiunto a prezzi base   | 29.757                               | 302.466                              | 731.814                              | 1.064.036                            |         |             |           |           |           |
| Produzione a prezzi base        | 47.485                               | 993.498                              | 1.273.504                            | 2.314.487                            |         |             |           |           |           |

Si può notare che:
- la riga dei prodotti «Servizi» presenta importi superiori a quelli della tavola a prezzi d'acquisto, in quanto comprende i margini di commercio e di trasporto pagati sui prodotti degli altri due settori;
- al costo dei consumi intermedi a prezzi base si aggiungono le imposte nette, in modo da poter ottenere nuovamente i costi intermedi a prezzi d'acquisto;
- a tali costi (quelli sopportati dai produttori, che pagano anche i margini di commercio e di trasporto sui consumi intermedi) si aggiunge il valore aggiunto a prezzi base in modo da ottenere la produzione a prezzi base.

Alle tavole citate si aggiunge, infine, la matrice delle importazioni CIF, che descrive la distribuzione secondo l'impiego della matrice delle importazioni usata nella tavola delle risorse:
|             | Branche di attività economica | Branche di attività economica | Branche di attività economica | Branche di attività economica | Consumi | Invest.ti   | Esport.ni | Impieghi | Impieghi |
| Prodotti    | Agricoltura                   | Industria                     | Servizi                       | Impieghi intermedi            | finali  | lordi fissi | FOB       | finali   | totali   |
| Agricoltura | 70                            | 5.587                         | 497                           | 6.154                         | 1.919   | 1.185       | 0         | 3.104    | 9.258    |
| Industria   | 132                           | 157.727                       | 12.188                        | 170.047                       | 45.314  | 32.808      | 2.305     | 80.427   | 250.474  |
| Servizi     | 148                           | 15.894                        | 21.984                        | 38.026                        | 2.036   | 741         | 1         | 2.778    | 40.804   |
| Totale      | 350                           | 179.208                       | 34.669                        | 214.227                       | 49.269  | 34.734      | 2.306     | 86.309   | 300.536  |

## Il bilanciamento
Le tavole delle risorse e degli impieghi sono elaborate separatamente, aggregando decine di migliaia di dati provenienti da fonti diverse. Si devono quindi correggere errori, omissioni e incongruenze.
Quando si perviene ad un livello accettabile (viene considerato tale un ammontare delle discrepanze inferiore allo 0.17% delle risorse totali), si provvede ad eliminarle secondo una metodologia alla quale aveva contribuito lo stesso Stone e che si basa sulla definizione di vincoli contabili (ad esempio, l'identità per ogni prodotto produzione + importazione = consumi intermedi + consumi finali + investimenti + esportazioni) e sull'attribuzione di indici di affidabilità ai flussi contabili considerati nei vincoli.
Si ottiene infine una tavola in cui, per ciascun prodotto, le risorse e gli impieghi a prezzi d'acquisto sono uguali.

## Le tavole simmetriche
Si tratta di tavole che hanno la stessa struttura della tavola degli impieghi a prezzi base, ma a differenza di questa, che è una matrice prodotto × branca, hanno uguali intestazioni per le righe e le colonne. Vi sono:
- una tavola branca per branca, che indica le relazioni interindustriali, ovvero quanto della produzione di ciascuna branca è impiegato nell'attività produttiva delle altre;
- una tavola prodotto per prodotto, che indica le relazioni tecnologiche, ovvero i prodotti necessari per la produzione di ciascun prodotto, indipendemente dalla branca di provenienza.

Le tavole sono due, mentre la matrice di Leontief è unica, in quanto nel metodo di Leontief branca e prodotto coincidono (ad esempio, l'output del settore agricolo è costituito solo da prodotti agricoli), mentre nel metodo rettangolare si considerano anche le produzioni secondarie.
Si cerca comunque di riallocare le produzioni secondarie lungo le righe o lungo le colonne, secondo il tipo di tavola, utilizzando due metodi, a loro volta basati su due ipotesi:
- tecnologia di prodotto: si assume che ciascun bene sia prodotto sempre con la stessa tecnologia;
- tecnologia di branca: si assume che ciascuna branca utilizzi la stessa tecnologia per tutte le sue produzioni, anche per le secondarie.

Ne segue che entrambe le tavole vengono in realtà costruite ciascuna in due versioni, una secondo la prima ipotesi e una secondo l'altra.

## Uso delle tavole per analisi e previsione
La struttura di una tavola simmetrica può essere rappresentata simbolicamente come nello schema seguente (nel quale si prescinde, per semplicità, dagli scambi con l'estero):
| {\displaystyle {\begin{bmatrix}x_{11}&x_{12}&x_{13}\\x_{21}&x_{22}&x_{23}\\x_{31}&x_{32}&x_{33}\end{bmatrix}}} |  | {\displaystyle {\begin{bmatrix}X_{1.}\\X_{2.}\\X_{3.}\end{bmatrix}}} |  | {\displaystyle {\begin{bmatrix}c_{1}&i_{1}\\c_{2}&i_{2}\\c_{3}&i_{3}\end{bmatrix}}} |  | {\displaystyle {\begin{bmatrix}Z_{1}\\Z_{2}\\Z_{3}\end{bmatrix}}} |  | {\displaystyle \!{\begin{bmatrix}X_{1}\\X_{2}\\X_{3}\end{bmatrix}}} |
| {\displaystyle {\begin{bmatrix}X_{.1}&X_{.2}&X_{.3}\end{bmatrix}}}                                             |  | {\displaystyle {\begin{bmatrix}\;X_{..}\,\end{bmatrix}}}             |  | {\displaystyle {\begin{bmatrix}\;C&I\;\end{bmatrix}}}                               |  | {\displaystyle {\begin{bmatrix}\;Z\;\end{bmatrix}}}               |  | {\displaystyle {\begin{bmatrix}\;X\;\end{bmatrix}}}                 |
| {\displaystyle {\begin{bmatrix}\;Y_{1}&\;\;Y_{2}&\;Y_{3}\,\end{bmatrix}}}                                      |  | {\displaystyle {\begin{bmatrix}\;Y\;\,\end{bmatrix}}}                |  |                                                                                     |  |                                                                   |  |                                                                     |
| {\displaystyle {\begin{bmatrix}\;X_{1}&\;X_{2}&X_{3}\end{bmatrix}}}                                            |  | {\displaystyle {\begin{bmatrix}\;X\;\end{bmatrix}}}                  |  |                                                                                     |  |                                                                   |  |                                                                     |

La matrice (xij) in alto a sinistra, detta matrice intermedia, è la vera e propria parte simmetrica (prodotto × prodotto oppure branca × branca), contenente gli impieghi intermedi.
Procedendo verso destra si hanno:
- le somme per riga (prodotto o branca fornitrice) degli impieghi intermedi, Xi.;
- gli impieghi finali di riga, costituiti dai consumi ci, dagli investimenti ii e dalle loro somme Zi;
- gli impieghi totali di riga, Xi.

Procedendo verso il basso:
- le somme per colonna (prodotto o branca utilizzatrice) degli impieghi intermedi, X.j, seguite dalle somme degli impieghi intermedi, finali (consumi e investimenti) e totali;
- i valori aggiunti per prodotto o per branca a prezzo di mercato, Yj, ed il loro totale, il prodotto interno lordo Y (v. il Conto della produzione);
- i costi totali per prodotto o branca e la loro somma, la produzione totale X.

Considerando le n righe e colonne della matrice intermedia, per ciascuna riga si ha:
{\displaystyle X_{i}=X_{i.}+Z_{i}=\sum _{j=1}^{n}x_{ij}+Z_{i}}
e per ciascuna colonna:
{\displaystyle X_{j}=X_{.j}+Y_{j}=\sum _{i=1}^{n}x_{ij}+Y_{j}}
Sommando poi su tutte le righe e colonne:
{\displaystyle \sum _{i=1}^{n}X_{i}=\sum _{i=1}^{n}\sum _{j=1}^{n}x_{ij}+\sum _{i=1}^{n}Z_{i}=X_{..}+Z=X}
ed anche:
{\displaystyle \sum _{j=1}^{n}X_{j}=\sum _{j=1}^{n}\sum _{i=1}^{n}x_{ij}+\sum _{j=1}^{n}Y_{i}=X_{..}+Y=X}
Ne segue Y=Z; essendo Z=C+I, si ha l'identità macroeconomica:
{\displaystyle Y=C+I}
Lo schema costituisce il presupposto delle attività di analisi e di previsione, di cui sono esempi l'analisi strutturale e l'analisi di impatto.

### Analisi strutturale
Una tavola prodotto × prodotto o branca × branca consente di analizzare le interrelazioni del sistema economico.
Ad esempio, i coefficienti di spesa ricavabili da una tavola prodotto × prodotto:
{\displaystyle a_{ij}={\frac {x_{ij}}{X_{j}}}}
consentono di determinare le unità monetarie del prodotto i necessarie per produrre un'unità momentaria del prodotto j.
Dalla tavola branca × branca, invece, si possono ricavare coefficienti di mercato:
{\displaystyle s_{ij}={\frac {x_{ij}}{X_{i}}}}
che dicono quanto della produzione della branca i è utilizzato nell'attività produttiva dalla branca j.

### Analisi di impatto
Poiché, in linea di massima, ciascun prodotto viene realizzato usando altri prodotti e ciascuna branca usa i prodotti di altre branche, qualsiasi variazione nel livello della produzione di un prodotto o da parte di una branca ha effetti su tutti gli altri.
Per valutare tali effetti, si osserva che:
{\displaystyle x_{ij}=a_{ij}X_{j}}
quindi:
{\displaystyle X_{.}=AX}
dove X. è il vettore dei flussi intermedi, A è la matrice dei coefficienti di spesa e X è il vettore della produzione.
Ne segue:
{\displaystyle X=AX+Z,\quad X-AX=Z,\quad (I-A)X=Z,\quad X=(I-A)^{-1}Z}
Gli elementi delle matrice (I-A)−1, detta «inversa di Leontief», indicano quante unità del prodotto della i-esima riga sono globalmente necessarie per soddisfare una domanda finale unitaria del prodotto j.
Se cambia la domanda finale di un prodotto, la somma degli elementi della i-esima riga della matrice esprime gli effetti ricevuti dal prodotto i; la somma degli elementi della j-esima colonna esprime gli effetti distribuiti dal prodotto j.